# Boarmia minuta
Boarmia minuta är en fjärilsart som beskrevs av Druce 1898. Boarmia minuta ingår i släktet Boarmia och familjen mätare. Inga underarter finns listade i Catalogue of Life.